# Kotýz
Národní přírodní památka Kotýz se nachází v jihozápadním výběžku CHKO Český kras, cca 1 km západně od Koněpruských jeskyní a přibližně 4 km jihozápadně od Berouna, na katastru obcí Koněprusy a Tmaň. Národní přírodní památka o rozloze 31 ha. Byla vyhlášena 1986, zahrnuje pouze malou část vrchu Kotýz. Jeho jihovýchodní část je dnes odtěžena velkolomem Čertovy schody. Předmětem ochrany je soubor krasových jevů a vzácných rostlinných a živočišných společenstev silurských a devonských vápenců. Dále jsou to fragmenty dealpinského boru, dřínové a habrové doubravy.
NPP Kotýz se nachází v bezprostředním sousedství velkolomu Čertovy schody. V nedalekém okolí se nachází další významné lokality; východně od Kotýzu NPP Zlatý kůň a PR Kobyla a jihovýchodním směrem je to NPP Klonk. Severním okrajem přírodní památky vede naučná stezka Koukolova hora – Kotýz.

## Lokalita
NPP Kotýz se nachází na jihozápadním svazích vrchu Kotýz v nadmořské výšce od 300 do 425 m. Kotýz je západní částí masivu Zlatého koně, přičemž oba vrchy jsou dnes odděleny velkolomem Čertovy schody), takže obě chráněná území propojuje jen úzká těžbou narušená šíje. Hřbet masivu probíhá od východu k západu v délce přes 2 km. Je tvořen vápencovou krou vyzdviženou k severu a spadající k jihu. Západní hranici přírodní památky tvoří Suchomastský potok, severovýchodní hranice je vymezena velkolomem Čertovy schody.

## Historie
Archeologicky je zde doloženo osídlení z paleolitu, pozdní doby bronzové (knovízská kultura), doby halštatské a raného středověku. Patrné jsou pozůstatky opevnění hradiště Kotýz v poloze zvané Na Hradě. Hradiště bylo z jihu a západu chráněno příkrými svahy nad Suchomastským potokem. Severní strana hradiště byla chráněna valy, které přetínají plošinu severojižním směrem.
O původu názvu „Kotýz“ panují dohady. Podle romantických domněnek byl odvozován od jména thrácké bohyně Kotys, jejíž kult měl být do našeho prostředí importován Kelty. Pravděpodobněji ale vyznívá v historických pramenech nalezené zdůvodnění; na ostrohu měl pozemky sedlák Kotyza, jehož jméno mohlo v pozměněné podobě přejít na celý vrch. Název Kotýz (Kotýs) začalo být používáno až od druhé poloviny 19. století. V německých materiálech je vrch nazýván Tugberg.
Někdejší podoba Kotýzu, resp. masivu Zlatého koně je zachycena ve foyeru 1.  galerie Národního divadla v Praze. Je zde ztvárněn na nástěnné malbě Vincence Beneše. Z oblasti Zlatého koně totiž pochází jeden ze základních kamenů Národního divadla.
Území bylo až do konce druhé světové války silně ovlivňováno pastvou. Po jejím ukončení byla lokalita zalesněna nepůvodními druhy dřevin jako je trnovník akát (Robinia pseudoacacia), borovice černá (Pinus nigra), modřín opadavý (Larix decidua).
Dnešní podoba masivu je nejvíce ovlivněna těžbou vápence. Menší lomy vznikaly zpočátku hlavně na nejpřístupnějším jižním svahu. V roce 1956 začala výstavba závodu Velkolom Čertovy schody a těžba vysokoprocentního koněpruského vápence byla zahájena o rok později. S dnešním provozem lomu, jehož hranice zasahuje i do ochranného pásma NPP Kotýz, jsou spojeny mnohé rušivé vlivy, jako je hluk, emise apod.

## Přírodní poměry

### Geologie

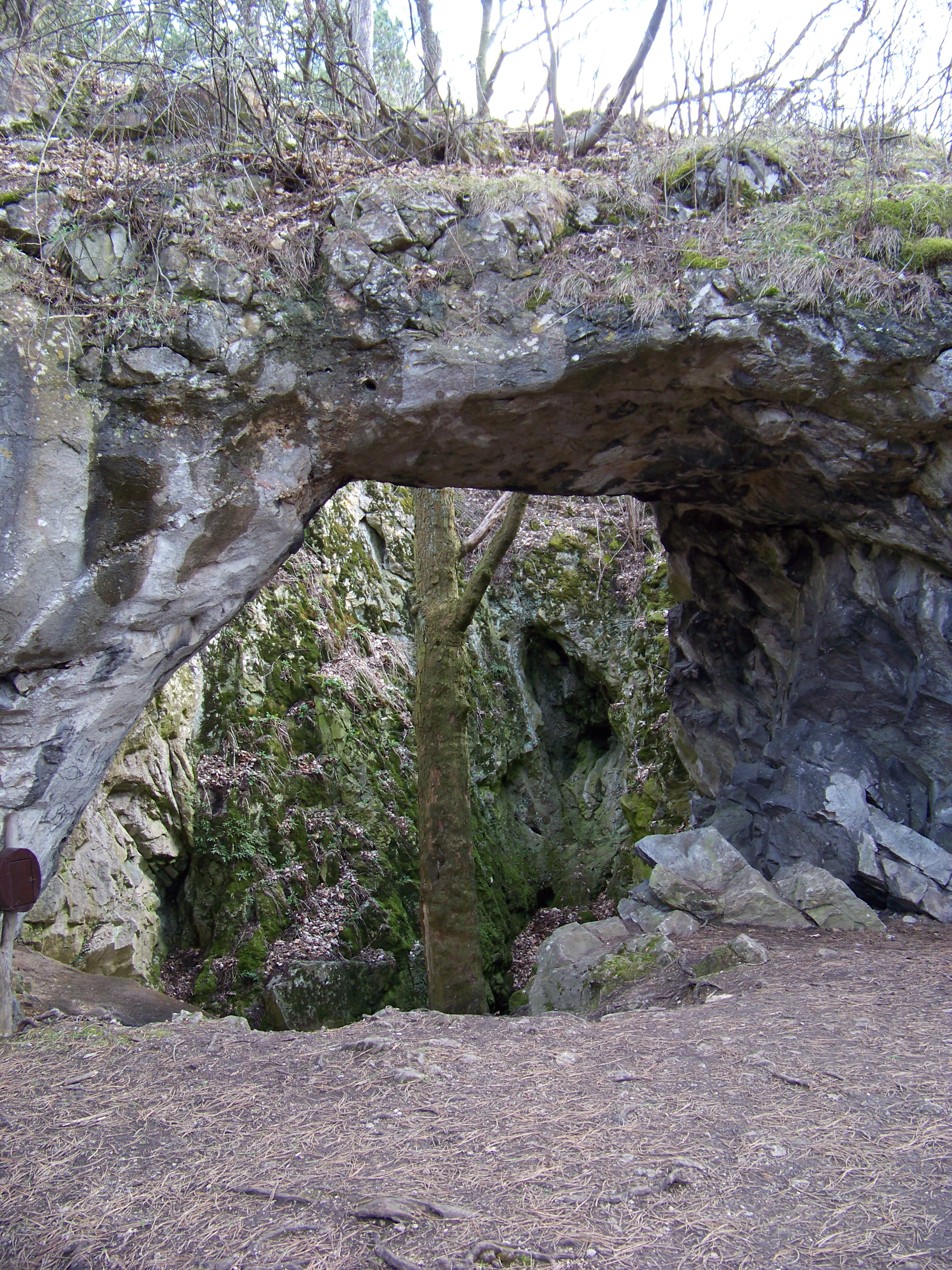
Axamitova brána – největší skalní brána Českého krasu

Národní přírodní památka Kotýz je geomorfologickou součástí Českého krasu. Jde o vápencový ostroh nad Suchomastským potokem se souborem kvarterně geologických a archeologických jevů. Kotýzské vápence patří k Lochkovskému souvrství a vynikají velkou čistotou. Jsou pozůstatkem korálového útesu, který byl v mělkém a teplém moři ideálním životním prostorem pro mořské živočichy. Vápence proto obsahují velké množství zkamenělin.
Jižní a západní okraj NPP Kotýz je ohraničen zcela svislými stěnami, které vytváří výraznou skalní dominantu. Stěny skal jsou tvořeny šedými devonskými biodetritickými vápenci s charakteristickou uzlovou strukturou, které jsou vymodelovány do tvaru pilířů. Tento jev je charakteristický pro krasové zvětrávání. Nejvýraznější z těchto skalních útvarů je tzv. Sloní hlava. Na temeni ostrohu vycházejí koněpruské vápence pražského souvrství. Severní strana památky je oddělena tektonickou poruchou, tzv. očkovským přesmykem a tvoří tak geomorfologicky odlišnou jednotku. Podél přesmyku jsou nasunuty starší horniny siluru (břidlice a vápence).
Půdní poměry jsou dány podložím a jeho morfologií. Na severních svazích se nachází mezotrofní hnědozem, na vrcholové plošině a v rokli pak vápnité hnědozemě. Zbývající část lokality je bez půdního pokryvu nebo pokryta půdním typem rendziny.

#### Krasové útvary
V NPP Kotýz se nachází význačné a turisticky atraktivní geologické útvary. V západní části pod vrcholem svahu je to Axamitova brána – největší skalní brána v Českém krasu. Nazvána byla na počest archeologa Jana Axamita, který v okolí vedl výzkumy na začátku 20. století. Předpokládalo se, že brána je zbytkem portálu velké jeskyně, jejíž strop se propadl. Za branou se nachází vstup do propasťovité jeskyně Ve vratech, jejíž výplň byla při četných speleologických výzkumech vytěžena. Poslední výzkumy rovněž naznačují, že stěny prostoru za Axamitovou branou jsou tvořeny mocnou žílou krystalického kalcitu. Jedná se tedy o hydrotermálně korozní dutinu, která byla od počátku otevřena k povrchu. Řícení stropu tedy pravděpodobně nikdy nenastalo. Ačkoliv se podle tradice za Axamitovou bránou nachází vchod do spletitých podzemních chodeb, speleologům se tuto domněnku nepodařilo prokázat.

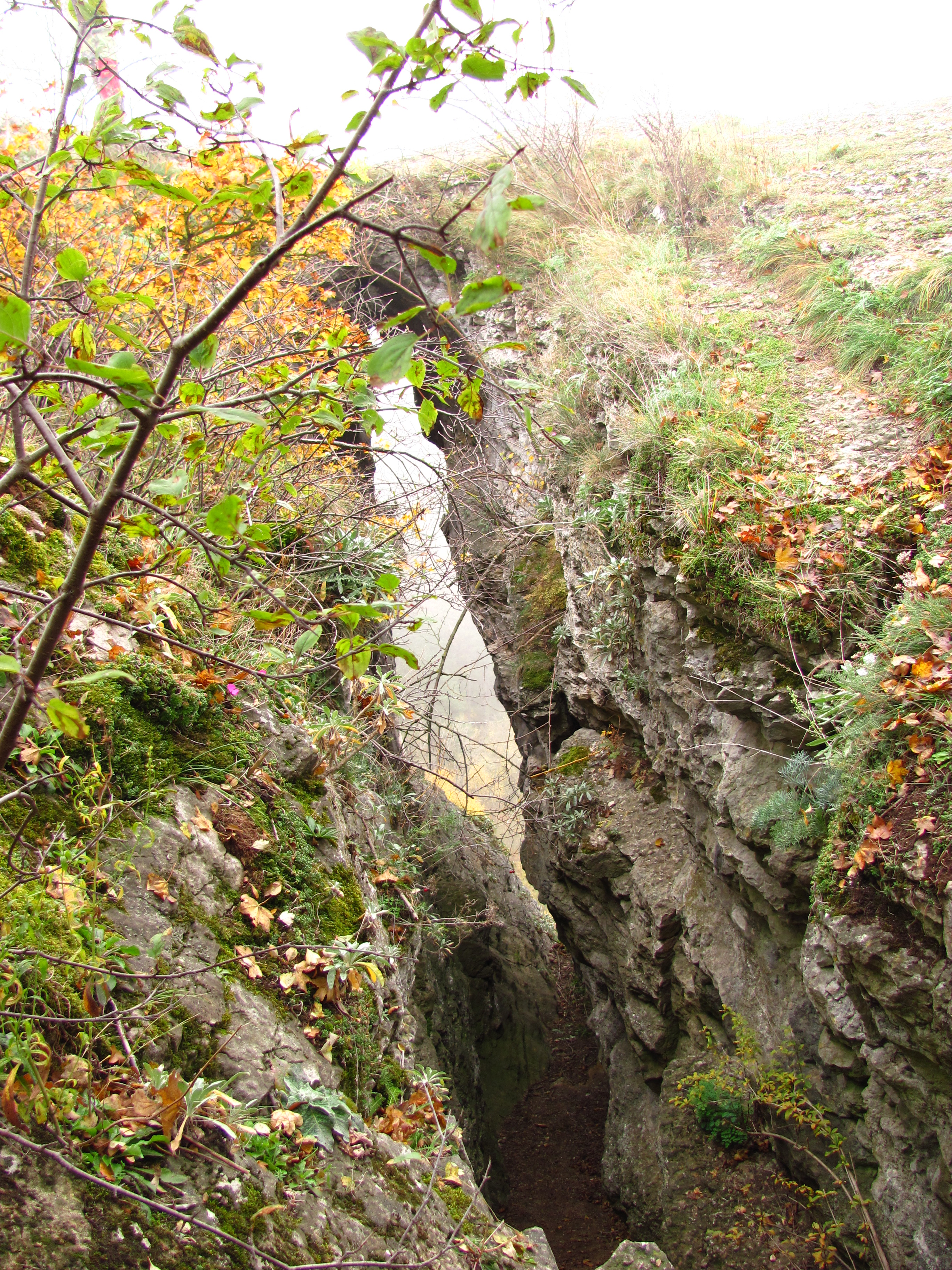
Jelínkův most – dvojitý skalní most nad 9 m hlubokou puklinou

Na jižním okraji plošiny Kotýzu se nachází Jelínkův most. Jedná se o menší skalní most, který překlenuje cca 9 m hlubokou puklinu. Útvar nese jméno archeologa Břetislava Jelínka, který v této lokalitě bádal v polovině 19. století.
Tradičně bývá k výčtu geologických zajímavostí Kotýzu řazena také Děravá jeskyně. Ta se však nachází na území sousední NPP Zlatý kůň. Jedná se o nevelkou jeskyni značného archeologického významu. Osídlena byla již v mladším paleolitu magdalenienskou kulturou. Do tohoto období jsou také datovány četné nálezy industrie vyrobené z místního rohovce a zvířecích kostí. Unikátní je zejména břidlicová tabulka s rytinou kozorožce. Další nálezy prokazují přítomnost kultur neolitu a doby železné. Lokalitu zkoumal v padesátých letech František Prošek.
Na území NPP Kotýz se nachází několik dalších drobných jeskyní – jeskyně Tři voli – v horní části skal nad Suchomastským potokem a Dolní jeskyně – ve skalách nad vápenkou Čertovy schody. V obou jeskyních jsou doloženy četné archeologické nálezy.

### Flóra
Typické pro NPP Kotýz jsou vzácné ekosystémy skalních stěn a xerotermních travinných společenstev. Rostou zde druhy travinných biotopů, skalních stepí a lesostepí a druhy květnatých dubohabrových hájů. V minulosti sem byly vysázeny sekundární jehličnaté a listnaté porosty.

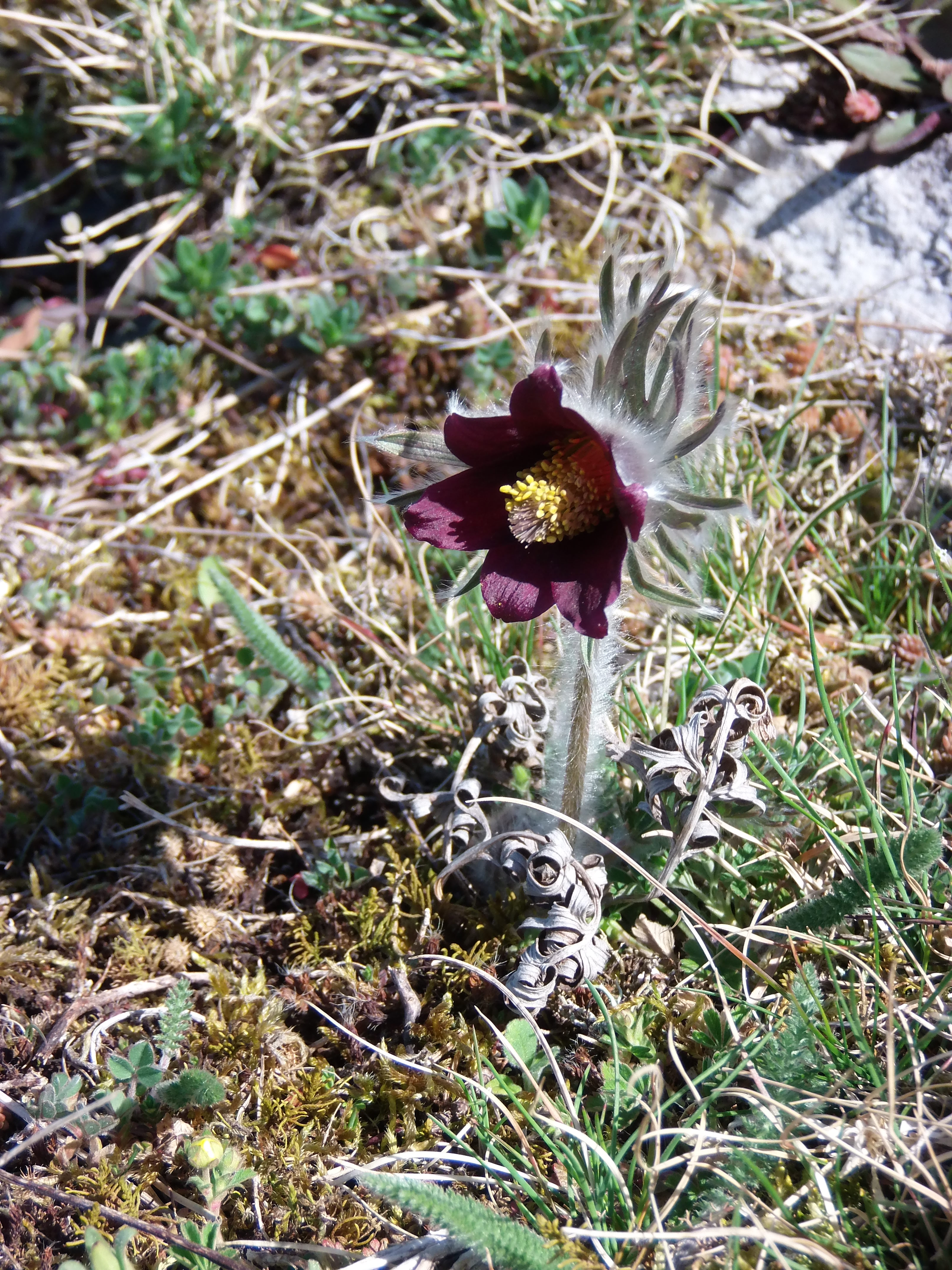
Koniklec luční český kvete na skalních stepích Kotýzu brzy na jaře

Skály nad Suchomastským potokem se vyznačují vegetací skalních stepí. Krom dalších zde rostou: koniklec luční český (Pulsatilla pratensis subsp. bohemica), mochna písečná (Potentilla arenaria), chrpa latnatá (Centaurea stoebe), čistec přímý (Stachys recta), devaterník tmavý (Helianthemum obscurum), česnek šerý horský (Allium montanum), krvavec menší (Sanguisorba minor), pelyněk ladní (Artemisia campestris), mateřídouška časná (Thymus praecox), tařice skalní (Aurinia saxatilis), netřesk výběžkatý pravý (Sempervivum soboliferum).
Xerotermní trávníky nalezneme zejména na hranách skalních stěn nebo na místech s mělkou skeletovitou půdou, tj. na západě a jihozápadě Kotýzu. Rostou zde bohatá xerotermní společenstva. Mj. jsou to: kostřava walliská (Festuca valesiaca), kostřava žlábkatá (Festuca rupicola), ostřice nízká (Carex humilis), kavyl vláskovitý (Stipa capillata), kavyl Ivanův (Stipa pennata), rozrazil ožankový (Veronica teucricum), ožanka kalamandra (Teucricum chamaedrys), sesel fenyklový (Seseli hippomarathrum), válečka prapořitá (Brachypodium pinnatum), hvozdík kartouzek (Dianthus carthusianorum), hlaváč žlutavý (Scabiosa ochroleuca), bodlák nicí (Carduus nutans), žluťucha smrdutá (Thalictrum foetidum) a další.

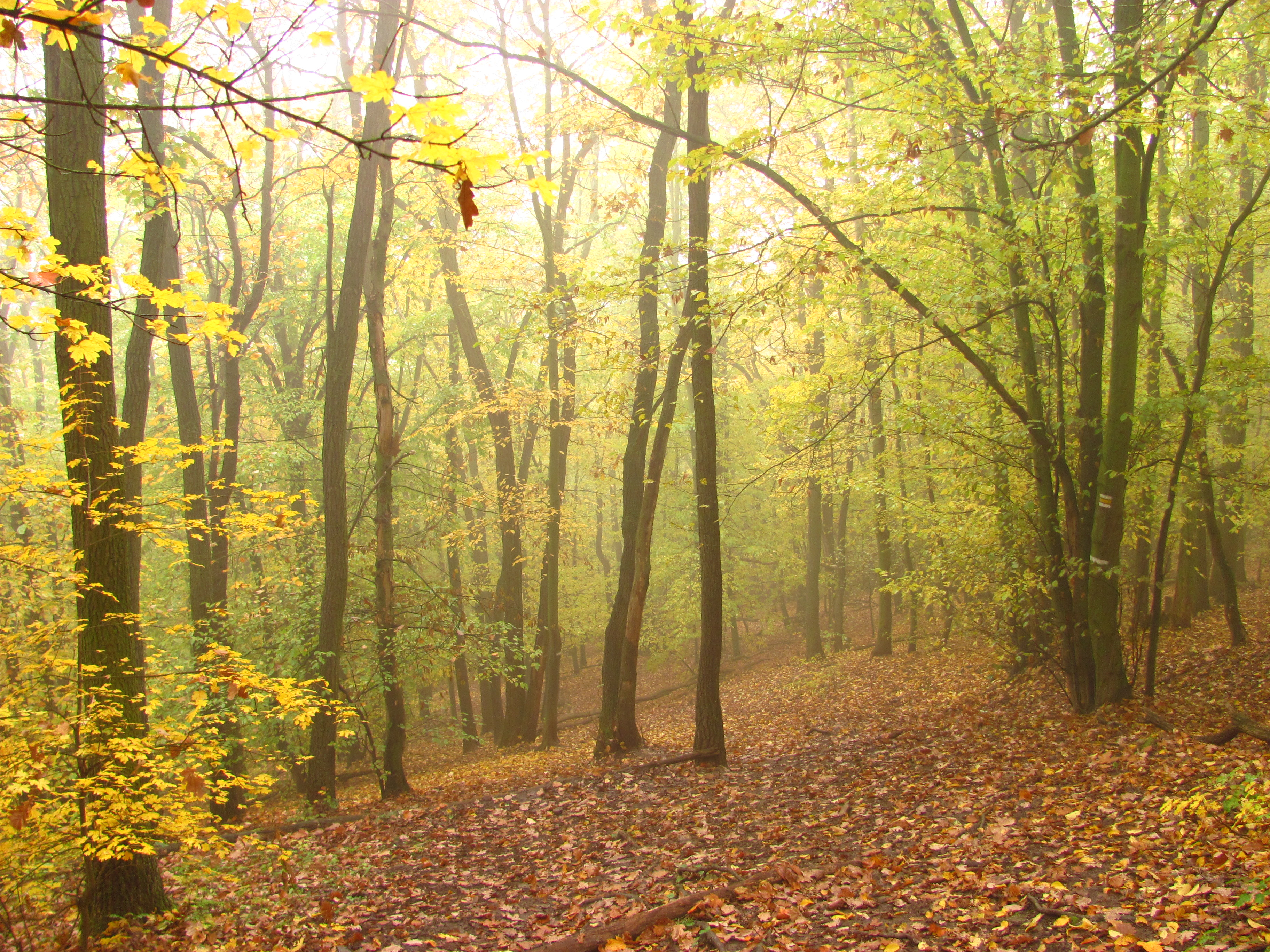
Dubohabrové porosty na severozápadním okraji NPP Kotýz

Na severních svazích západní části lokality převažují dubohabrové háje. Ve stromovém patře převládají habr obecný (Carpinus betulus) a dub zimní (Quercus petraea), které doplňuje jeřáb břek (Sorbus torminalis) a buk lesní (Fagus sylvatica). V keřovém patře je hojná líska obecná (Corylus avellana), zimolez pýřitý (Lonicera xylosteum), dřín obecný (Cornus mas), svída krvavá (Cornus sanguinea), hlohy (Crataegus sp.) a růže (Rosa sp.). Nepříliš bohatém bylinném podrostu nalezneme hrachor jarní (Lathyrus vernus), okrotici bílou (Cephalanthera damasonium), ostřici horskou (Carex montana), jestřábník zední (Hieracium murorum), jaterník podléšku (Hepatica nobilis), zvonek kopřivolistý (Campanula trachelium), řimbabu okoličnatou (Pyrethrum corymbosum).
Značná část NPP je pokryta teplomilnými křovinnými společenstvy, která zarůstají zejména bývalé pastviny. Převládá zde slivoň trnka (Prunus spinosa), dřín jarní (Cornus mas), hloh (Crataegus sp.) a růže (Rosa sp.). Z nepůvodních druhů je na velké ploše NPP dominantní borovice černá (Pinus nigra), modřín opadavý (Larix decidua) a trnovník akát (Robinia pseudoacacia).

### Fauna
Bohatě je zde zastoupena fauna bezobratlých, zejména hmyz a plži. Ve vlhčích partiích okolo Suchomastského potoka se vyskytují tři druhy obojživelníků. Ze obratlovců zde hnízdí mnoho druhů ptáků, dále zde žijí drobnější šelmy.
Z bezobratlých je pro stepní stanoviště Kotýzu typický ploskoroh pestrý (Libelluloides macaronius). Hojně zastoupení jsou i brouci rodu střevlíkovitých, drabčíkovitých a kovaříkovitých. Kromě nich zde byl pozorován např. kyjorožec (Claviger testaceus), světluška (Lampyris noctiluca) či potemník (Crypticus quisquilius). Na otevřených stepích žije množství nenápadných motýlů jako jsou molík (Digitivalva granitella), drobníčci (Stigmella crataegalla) nebo pouzdrovníček (Coleophora anatipennella). Naopak nápadným druhem teplých keřnatých stepí je otakárek ovocný (Iphiclides podalirius) a otakárek fenyklový (Papilio machaon) nebo perleťovec (Issoria lathonia).
Ze vzácných pavouků zde byli pozorováni stepník rudý (Eresus cinnaberinus), skákavka rudopásá (Philaeus chrysops) a skálovka velká (Gnaphosa lucifuga), běžníci a slíďák.
Z plžů jmenujme endemita vřetenatku lesklou (Laciniaria nitidosa) žijící v dubohabřinách, na skalách žijící ovsenku skalní (Chondrina avenacea) nebo pro skalní stepi typickou žitovku obilnou (Granaria frumentum). Na spodním vlhčím okraji lokality žijí tři druhy obojživelníků, a to ropucha obecná (Bufo bufo), skokan hnědý (Rana temporaria) a ropucha zelená (Bufo viridis).
Faunu plazů reprezentuje pouze ještěrka obecná (Lacerta agilis), slepýš křehký (Anguis fragilis), užovka hladká (Coronella austriaca).
Početnější je populace hnízdících ptáků. Nejvýznamnější je kolonie kavky obecné (Corvus monedula), čítající cca 8 párů. Dále zde na stepích hnízdí pěnice vlašská (Sylvia nisoria), ťuhýk obecný (Lanius collurio). Ve skalách byl pozorován výr velký (Bubo bubo). V kotýzských lesích lze narazit na datla černého (Dryocopus martius), strakapouda malého (Dendrocopos minor), králíčka obecného (Regulus regulus) a krkavce velkého (Corvus corax).
Z savců jsou nejčastější drobnější druhy jako je veverka obecná (Sciurus vulgaris) a šelmy, jako je kuna lesní (Martes martes) a kuna skalní (Martes foina), lasice hranostaj (Mustela erminea), jezevec lesní (Meles meles) a liška obecná (Vulpes vulpes).

## Ochrana
Současná péče o NPP Kotýz vyplývá z nápravy chyb minulosti. Část plochy byla po ukončení pastvy zalesněna nepůvodními a nevyhovujícími druhy dřevin – trnovníkem akátem (Robinia pseudoacacia), borovicí černou (Pinus nigra), modřínem opadavým (Larix decidua). Tyto dřeviny také vytlačují původní habrové a dřínové doubravy.

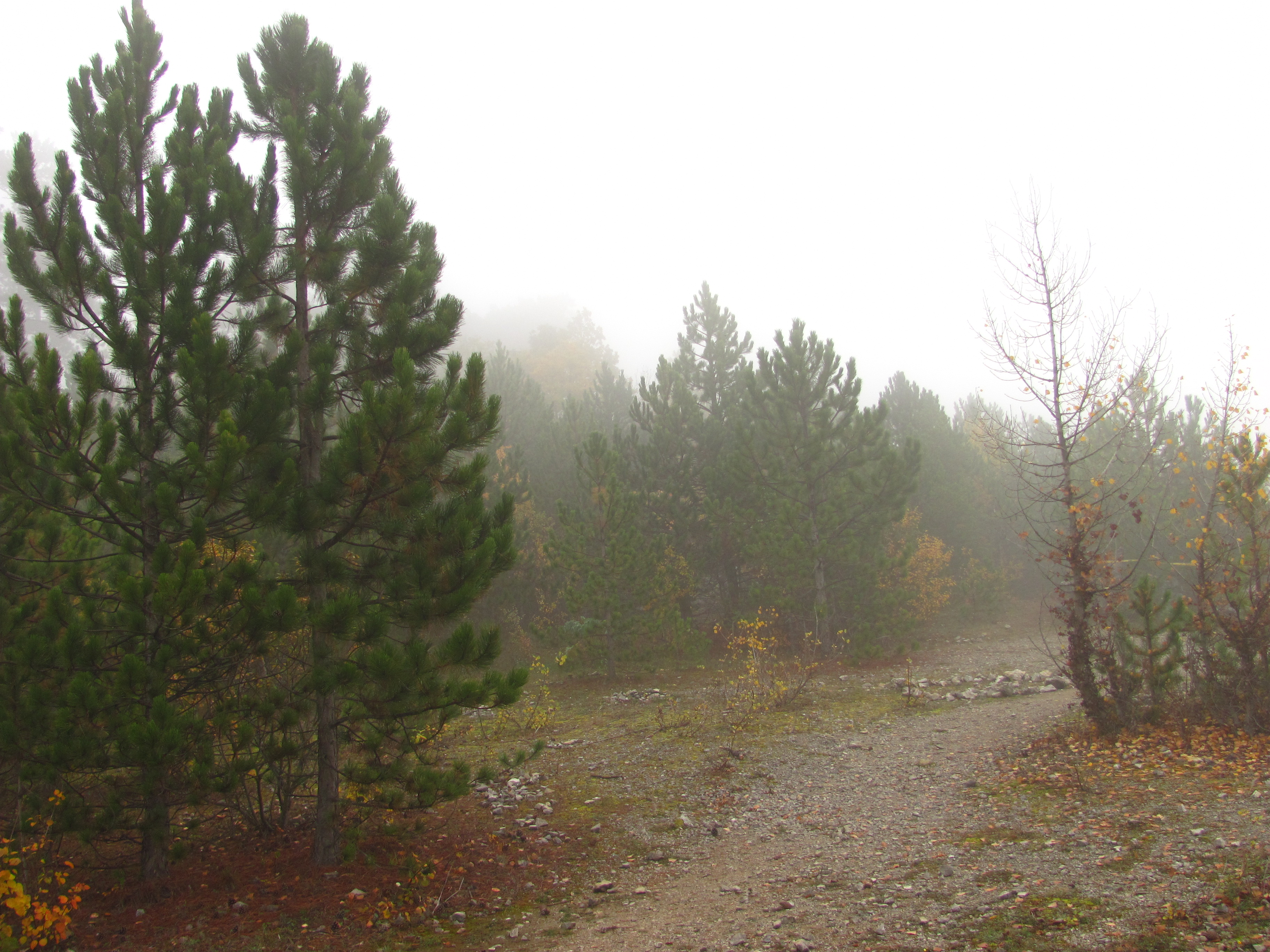
Borovice černá představuje nebezpečí pro xerotermní společenstva

Ohrožena je stepní vegetace a xerotermní trávníky. Zarůstají je nejen křovinná společenstva, ale i agilní dřeviny jako je borovice černá (Pinus nigra), trnovník akát (Robinia pseudoacacia), čimišník stromovitý (Caragana arborescens), žanovec měchýřník (Colutea arborescens), trnka obecná (Prunus spinosa) a jasan (Fraxinus sp.). Díky tomu je ochuzeno bylinné patro zejména o slunomilnou flóru.
Péče CHKO Český kras tedy směřuje zejména k likvidaci trnovníku akátu, který negativně ovlivňuje stanoviště produkcí dusíku, přičemž přednost mají jmenovaná biologicky hodnotná stanoviště. Borovice černá, která reprezentuje rovněž nepůvodní dřevinu není prioritním problémem této lokality. Její likvidace je v plánu v dlouhodobém výhledu. Podobná situace je u jasanu.
Vzhledem k nižší dostupnosti lokality není jinak čilý turistický ruch na NPP Kotýz nejvíce limitujícím faktorem. Zvýšená frekvence návštěvníků je jen v bezprostředním okolí naučné stezky Koukolova hora – Kotýz, zejména v okolí Axamitovy brány a Jelínkova mostu, které trpí sešlapem. To může být nežádoucí zejména v jarních měsících, za květu zdejší květeny. Rovněž horolezecké využití skalních stěn Kotýzu není příliš rozšířeno, ale ani podporováno.
Zdrojem emisí, poletavého prachu, hluku a oxidů dusíku a nevhodného umísťování odvalů je provoz velkolomu a vápenky Čertovy schody. Spad z těžby brání životu některých rostlin a hmyzu. Převažující proudění větru je sice ze západní strany, čímž je NPP Kotýz většinou chráněna, ovšem nemenší škody jsou pak shledávány na sousední NPP Zlatý kůň.
Plán péče NPP Kotýz nepředpokládá v budoucnu bezzásahový režim v lokalitě. Je zapotřebí dlouhodobé usměrňování, zejména za účelem udržování stepních enkláv. Příkladem takového usměrňování je již probíhající řízená pastva ovcí a koz.

## Turismus
K NPP Kotýz je značena žlutá turistická značka. Na Kotýzu končí naučná stezka která sem vede z Koukolovy hory přes osadu Slavíky.